# Katarzyna Antonowna
Katarzyna Antonowna (ur. 26 lipca 1741 w Sankt Petersburgu, zm. 21 kwietnia 1807 w Horsens) – członkini rosyjskiej rodziny cesarskiej, najstarsza córka Anny Leopoldowny i Antoniego Ulryka von Braunschweig-Wolfenbüttel, siostra cesarza rosyjskiego Iwana VI Antonowicza.

## Życiorys
Urodziła się w lipcu 1741 r. Była najstarszą córką (a drugim dzieckiem) regentki Rosji Anny Leopoldowny oraz księcia brunszwickiego Antoniego Ulryka. Ze strony matki była prawnuczką cara Iwana V Romanowa. Jej starszy brat Iwan od 1740 r. był cesarzem Rosji (zgodnie z testamentem Anny Iwanownej). Rodzina Katarzyny przez wielu była uznawana za "czystych krwi Niemców", gdyż Anna Leopoldowna urodziła się w Meklemburgii a Antoni Ulryk w Brunszwiku. W związku z tym podważano ich prawo do korony rosyjskiej wskazując na niewystarczające więzy krwi z dynastią Romanowów. 
Iwana VI strącono z tronu 25 listopada 1741 r. Zamach stanu przeprowadziła Elżbieta Piotrowna, córka cesarza Piotra Wielkiego i cesarzowej Katarzyny I. Podczas przepychanek czteromiesięczną Katarzynę zraniono w ucho i rękę; najprawdopodobniej z tego powodu do końca życia pozostała głucha. Anna Leopoldowna błagała Elżbietę o dobre traktowanie jej dzieci.
Katarzyna wraz z rodziną na polecenie nowej cesarzowej została wywieziona do więzienia w Rydze, potem umieszczono ich w twierdzy w Dyjamencie a następnie przeniesiono do Chołmogor. Zamieszkali w dawnym domu tamtejszego arcybiskupa, jednak w rzeczywistości był to areszt domowy. W więzieniach przyszli na świat bracia Katarzyny: Piotr i Aleksy oraz siostra Elżbieta. 
7 marca 1746 r. matka Katarzyny zmarła w wyniku komplikacji po urodzeniu syna Aleksego.
Iwana VI nigdy formalnie nie zdetronizowano. W 1756 r. na polecenie cesarzowej przeniesiono go do Twierdzy Szlisselburskiej. On i jego rodzeństwo (zwłaszcza biorąc pod uwagę brak potomków Elżbiety i problemy w małżeństwie jej następcy Piotra Fiodorowicza) stanowili zagrożenie dla Romanowów. Iwan VI został zamordowany w 1764 r. 
W 1764 r. ojciec Katarzyny szansę na odzyskanie wolności, jednak zdecydował się pozostać z dziećmi. Zmarł w 1776 r.
Czwórka rodzeństwa w 1780 r. za zgodą cesarzowej Katarzyny II udała się do Danii, gdzie zaoferowała im azyl królowa-wdowa Juliana Maria, ich ciotka. Pieniądze na utrzymanie otrzymali z cesarskiego skarbca. W nocy z 16 na 17 czerwca 1780 Katarzynę i jej rodzeństwo umieszczono na rzecznym statku i 1 lipca dopłynęli do Danii na fregacie "Gwiazda Polarna". W 1803 Katarzyna, ostatnia żyjąca z rodzeństwa bezskutecznie prosiła cesarza rosyjskiego Aleksandra I o zezwolenie na powrót do Chołomogor. Cztery lata później zmarła.